# Lex de imperio Vespasiani
Lex de imperio Vespasiani (łac. ustawa o imperium Wespazjana) – tzw. konstytucja cesarstwa wydana w czasie panowania Wespazjana, która regulowała podstawy prawne jego władzy. Jej tekst zachował się na brązowej tablicy w Muzea Kapitolińskim w Rzymie.